# Le Voyou (film, 1970)
Pour les articles homonymes, voir Voyou.
Pour plus de détails, voir Fiche technique et Distribution.
Le Voyou est un film français réalisé par Claude Lelouch, sorti en 1970.

## Synopsis
Simon dit « le Suisse », un gangster condamné pour l'enlèvement d'un enfant cinq ans plus tôt, parvient à s'évader de prison. Il trouve une planque et reprend contact avec ses anciens complices. Il cherche un moyen de se venger du père de l'enfant, Gallois, celui-ci ayant participé à l'organisation du rapt (afin d'escroquer la banque qui l'emploie), avant de le dénoncer à la police…
Le film est structuré en deux parties qui sont chronologiquement inversées, l'enlèvement de l'enfant ayant lieu avant l'évasion. Lelouch s'amuse à imbriquer ces deux parties de manière à nous faire croire que l'action en cours (l'enlèvement) est dans le présent, alors qu'elle se déroule dans le passé.

## Fiche technique
- Titre : Le Voyou
- Réalisation : Claude Lelouch
- Scénario : Claude Lelouch, Claude Pinoteau et Pierre Uytterhoeven d'après un sujet de Claude Lelouch
- Assistant réalisateur : Claude Pinoteau
- Musique : Francis Lai
- Chorégraphie du ballet des génériques : Victor Upshaw
- Photographie : Jean Collomb
- Montage : Marie-Claude Lacambre
- Distribution des rôles : Arlette Gordon
- Production : Georges Dancigers ; Alexandre Mnouchkine pour Ariane Films ; Films 13 ; Produzioni Europee Associati (PEA, Rome)
- Genre : Policier
- Format : Couleurs (Eastmancolor)
- Durée : 120 minutes
- Date de sortie : 20 novembre 1970 (France)
- Affiche : René Ferracci (France)

## Distribution
- Jean-Louis Trintignant : Simon dit « le Suisse »
- Danièle Delorme : Janine,La femme qui planque Simon
- Christine Cochet : Martine (créditée Christine Lelouch)
- Charles Gérard : Charlot
- Yves Robert : Le commissaire
- Judith Magre : Mme Gallois
- Aldo Maccione : Aldo Ferrari  (et aussi, lui même, sur la scène de l'Olympia au côté de Sacha Distel)
- Paul Le Person : L'homme des faux papiers
- Amidou : Bill
- Gérard Sire : Le maire
- Jacques Doniol-Valcroze : Le banquier
- Gabriella Giorgelli : Maria
- Luciano Pigozzi : Le directeur de la prison
- Mimmo Palmara
- Pierre Zimmer : Le mari de Martine
- Charles Denner : M. Gallois
- Sacha Distel : Lui-même
- Vincent Rozière : Daniel
- Jean Collomb : Le patron du café
- Alexandre Mnouchkine : Un membre du conseil d'administration
- Marcel Gassouk : Gardien de prison
- Claude Barrois : Le nouveau locataire
- Roger Degrémont : Le héleur du taxi
- François Jouffa : Un reporter d'Europe n°1 (lui-même)
- Maurice Séveno : Un reporter de l'ORTF (lui-même)
- Pierre Collet : un inspecteur (non crédité)
- Mario Pilar : un inspecteur de police
- Jacqueline Fontaine : l'ouvreuse à l'Olympia (non crédité)

## Autour du film
Pour échapper à la police, Simon se réfugie dans un cinéma (Le Miramar à Montparnasse à Paris) qui passe Le Voyou.
À la 86e minute, le commissaire demandant à ses inspecteurs, au téléphone, une description des malfaiteurs, ceux-ci lui décrivent « un homme, et une femme », qu'il répète à voix haute ; Simon (Jean-Louis Trintignant) se met à siffloter l'air d’Un homme et une femme, film qu'il a lui même tourné, avec Claude Lelouch.
En avril 2016 le label Play Time a sorti un coffret, Francis Lai Anthology, contenant la musique originale et restaurée du film.
Lors du kidnapping du petit Daniel, dans la voiture de Simon , Simon au volant dit que le père Noël va donner une voiture à Daniel qui, étonné, répond : « Noël ? C'est dans un mois, c'est dans neuf mois. » Simon : « Ce n'est pas dans neuf mois, c'est ce soir, le père Noël va te donner ta voiture ce soir. » Or vers la fin du film, Simon et Charlot contraignent Charles Gallois à écrire une lettre où il rappelle que le kidnapping a eu lieu le 22 mai 1965, donc bien avant Noël : ni un mois, ni neuf mois, mais sept mois .

## Distinctions
- Prix Raoul Lévy à Paris
- Donatello d'or à Rome

### Publications
- « Le Voyou de Claude Lelouch », Le Monde, Jean de Baroncelli, 24 novembre 1970